# Perforación estercoral
Una perforación estercoral (del latín “stercus” estiércol, y del sufijo “al” que indica relativo, concerniente o perteneciente a) es una perforación o ruptura de las paredes del intestino debido al contacto agresivo con el contenido en su interior, tales como objetos extraños, o más generalmente, por heces endurecidas (fecalomas) las cuales se pueden formar en estreñimientos prolongados u otras enfermedades que causen obstrucción del tránsito intestinal, tales como la enfermedad de Chagas, la enfermedad de Hirschsprung, colitis, o megacolon.
La perforación estercoral es una situación amenazante y peligrosa para la vida, así como una emergencia médica, ya que el derrame del contenido intestinal contaminado en la cavidad abdominal puede provocar complicaciones tales como peritonitis, septicemia y otras muchas complicaciones más.